# Castillo de Kronborg
El castillo de Kronborg (en danés Kronborg slot) está situado cerca de Elsinor, Dinamarca. Es uno de los cuatro monumentos daneses declarados en 2000 Patrimonio de la Humanidad culturales, junto a la catedral de Roskilde, las runas, túmulos e iglesia de Jelling y el fiordo helado de Ilulissat.
Durante varios siglos Dinamarca obtuvo importantes ingresos económicos cobrando una tasa a los barcos que atravesaban el estrecho de Oresund, estrecho que separa a la isla danesa de Selandia del territorio sueco. El castillo de Kronborg cumplió un importante rol en esta tarea recaudatoria.
En la actualidad el castillo es sede del Museo Marítimo y de Comercio de Kronborg. Algunas de sus dependencias pueden ser visitadas por el público.
Es el lugar donde acontece Hamlet, la obra de Shakespeare. En dicha obra, el castillo de Kronborg tiene la denominación de "Elsinore".

## Historia

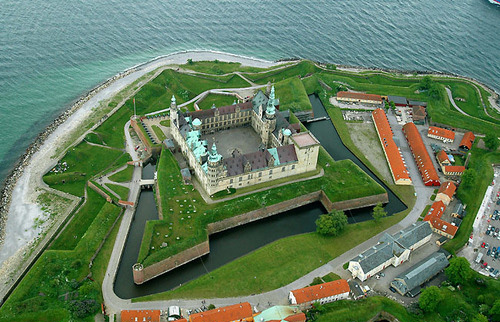
Fotografía aérea del castillo de Kronborg.

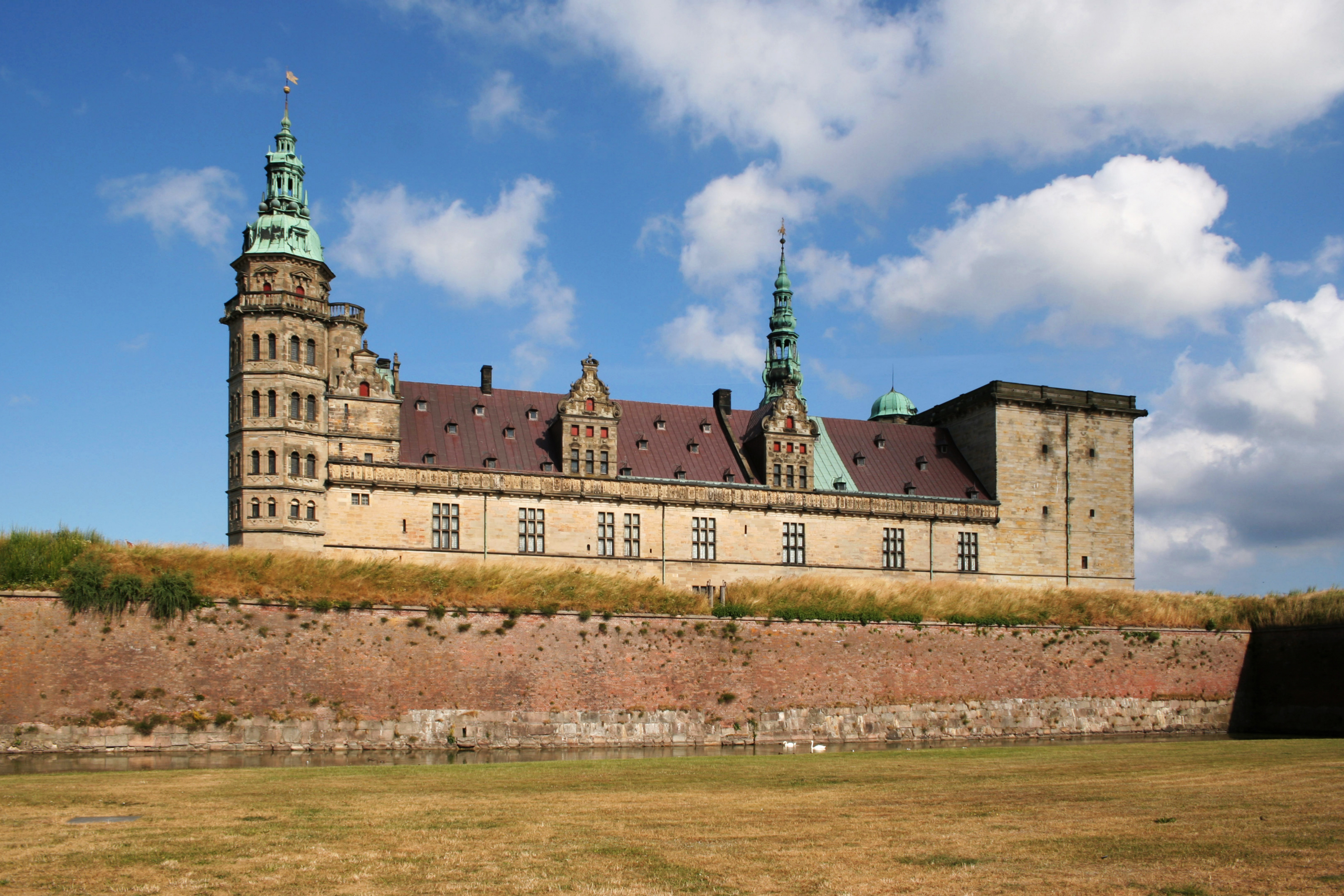
Castillo de Kronborg.

### Edad Media
La historia del castillo se remonta a una fortaleza llamada Krogen, construida en la década de 1420 por el rey danés Erico de Pomerania. El rey insistió en el pago de un peaje por todos los buques no daneses que deseaban entrar o salir del Mar Báltico (salvo los barcos suecos, que formaban parte de la Unión de Kalmar). Para ayudar a cumplir sus demandas, Erico construyó una poderosa fortaleza que controlaba el peaje y consistía en una serie de edificios rodeados por un muro. Con esta acción, el rey danés provocó a la Liga Hanseática que, en respuesta, instauró un bloqueo a todos los puertos escandinavos del Báltico occidental, dando lugar a una guerra entre ambas potencias que duraría entre 1426 y 1435. 

### Edad Moderna
Kronborg adquirió su nombre actual en 1585, cuando fue reconstruido por Federico II en un magnífico castillo renacentista, único en su aspecto y el tamaño de toda Europa. Federico fue un mecenas entusiasta del teatro y actores realizaron presentaciones en el castillo cuando él tenía su corte en 1579.
En 1629, el descuido hizo que la mayor parte del castillo fuera consumido por las llamas. Sólo se salvó la capilla debido a la fortaleza de sus arcos. Cristián IV desplegó grandes esfuerzos en la restauración del castillo en 1639 y logró reconstruir la fachada de manera magnífica, pero el interior nunca recuperó su antiguo esplendor.
La conquista sueca de Kronborg en 1658 por Carl Gustaf Wrangel demostró que el castillo estaba lejos de ser inexpugnable. Posteriormente, las defensas se reforzaron considerablemente. De 1688 a 1690, una avanzada línea de defensa se añadió, la llamada Crownwork. Poco después, una nueva serie de murallas fueron construidas a su alrededor. Después de su finalización, Kronborg se consideró la fortaleza más fuerte en Europa.
Desde 1739 hasta la década de 1900, Kronborg fue utilizado como prisión. Los internos eran custodiados por los soldados alojados en el castillo. Los prisioneros habían sido condenados a trabajar en las fortificaciones del castillo. Los prisioneros estaban divididos en dos categorías: los que tienen penas menores fueron clasificados como "honestos" y se les permitió trabajar fuera de las murallas del castillo, los que cumplían condenas por violencia, asesinatos, incendios o similares se clasificaron como "deshonestos" y tenían que cumplir la sentencia completa haciendo trabajos duros dentro de las murallas del castillo.
Desde el 17 de enero de 1772 hasta el 30 de abril de 1772, Kronborg fue el lugar de reclusión de la reina Carolina Matilde (la princesa Carolina Matilde de Gales), hermana de Jorge III.
La importancia de Kronborg como castillo real ha disminuido, las fuerzas armadas llegaron a desempeñar un papel más importante. Desde 1785 hasta 1922, el castillo estuvo totalmente bajo la administración militar y durante dicho período se terminaron una serie de reformas.
El capitán de cada buque que navegara a través del estrecho tenía que declarar el valor de la carga del barco. El dinero que había que pagar al rey de Dinamarca se calculaba en función del valor de la carga. El rey tenía el derecho a comprar la mercancía por el precio que el capitán del barco indicaba. Esta política impidió que los capitanes afirmaran que los precios eran bajos.